# Dominique Monféry
Dominique Monféry ist ein französischer Animator.

## Leben
Monféry begann seine Karriere als Animator Ende der 1980er-Jahre. Ab Anfang der 1990er-Jahre war er bei der französischen Zweigstelle der Disney in Paris beschäftigt. Ab 1995 beaufsichtigte er die Animation, beginnend mit Goofy – Der Film, für den er für den Annie Award nominiert wurde. Bei Der Glöckner von Notre Dame war er für die Animation der Figur Frollo verantwortlich; bei Hercules für Titans und Cyclops, sowie bei Tarzan für Sabor.
2004 wurde er zusammen mit Roy Edward Disney für den Kurzfilm Destino, der 1945 als Zusammenarbeit von Walt Disney und Salvador Dalí begonnen hatte, für den Oscar nominiert.

## Filmografie (Auswahl)
- 1990: DuckTales: Der Film – Jäger der verlorenen Lampe (DuckTales: The Movie – Treasure of the Lost Lamp)
- 1990: Käpt’n Balu und seine tollkühne Crew (TaleSpin)
- 1995: Goofy – Der Film (A Goofy Movie)
- 1996: Der Glöckner von Notre Dame (The Hunchback of Notre Dame)
- 1997: Hercules
- 1999: Tarzan
- 2000: Ein Königreich für ein Lama (The Emperor's New Groove)
- 2003: Destino
- 2011: Leon und die magischen Worte (Kerity, la maison des contes)
- 2018: Die Abenteuer von Wolfsblut (Croc-Blanc)

## Auszeichnungen
- 1995: Annie-Award-Nominierung für Der Goofy Film
- 2004: Oscar-Nominierung für Destino